# العلاقات الكونغوية السنغافورية
العلاقات الكونغولية السنغافورية هي العلاقات الثنائية التي تجمع بين جمهورية الكونغو وسنغافورة.

## مقارنة بين البلدين
هذه مقارنة عامة ومرجعية للدولتين:
| وجه المقارنة                                              | [[تصنيف:صفحات تستخدم رمز علم غير موجود\|]] جمهورية الكونغو | سنغافورة                                                             |
| --------------------------------------------------------- | ---------------------------------------------------------- | -------------------------------------------------------------------- |
| المساحة (كم2)                                             | 342.00 ألف                                                 | 719                                                                  |
| عدد السكان (نسمة)                                         | 5.26 مليون                                                 | 5.89 مليون                                                           |
| الكثافة السكانية (ن./كم²)                                 | 15.38                                                      | 819.19 ألف                                                           |
| العاصمة                                                   | برازافيل                                                   | سنغافورة                                                             |
| اللغة الرسمية                                             | لغة فرنسية                                                 | لغة إنجليزية، اللغة الملايو، اللغة الصينية القياسية، اللغة التاميلية |
| العملة                                                    | فرنك وسط أفريقي                                            | دولار سنغافوري                                                       |
| الناتج المحلي الإجمالي (بليون دولار)                      | 8.72 مليار                                                 | 323.91 مليار                                                         |
| الناتج المحلي الإجمالي (تعادل القوة الشرائية) بليون دولار | 29.48 مليار                                                | 472.59 مليار                                                         |
| الناتج المحلي الإجمالي الاسمي للفرد دولار أمريكي          | 1.85 ألف                                                   | 52.89 ألف                                                            |
| الناتج المحلي الإجمالي للفرد دولار أمريكي                 |                                                            | 82.76 ألف                                                            |
| مؤشر التنمية البشرية                                      | 0.591                                                      | 0.925                                                                |
| رمز المكالمات الدولي                                      | +242                                                       | +65                                                                  |
| رمز الإنترنت                                              | .cg                                                        | .sg                                                                  |
| المنطقة الزمنية                                           | ت ع م+01:00                                                | ت ع م+08:00، توقيت سنغافورة المنسق ‏                                  |

## منظمات دولية مشتركة
يشترك البلدان في عضوية مجموعة من المنظمات الدولية، منها:
| علم المنظمة | اسم المنظمة                               | تاريخ انضمام جمهورية الكونغو | تاريخ انضمام سنغافورة |
| ----------- | ----------------------------------------- | ---------------------------- | --------------------- |
|             | البنك الدولي للإنشاء والتعمير             | 10 يوليو 1963                | 3 أغسطس 1966          |
|             | يونسكو                                    | 24 أكتوبر 1960               | 8 أكتوبر 2007         |
|             | منظمة التجارة العالمية                    | ?                            | ?                     |
|             | وكالة ضمان الاستثمار متعدد الأطراف        | 16 أكتوبر 1991               | 24 فبراير 1998        |
|             | منظمة الشرطة الجنائية الدولية             | ?                            | ?                     |
|             | مؤسسة التمويل الدولية                     | 1 أكتوبر 1980                | 4 سبتمبر 1968         |
|             | الأمم المتحدة                             | 20 سبتمبر 1960               | 21 سبتمبر 1965        |
|             | مؤسسة التنمية الدولية                     | 8 نوفمبر 1963                | 27 سبتمبر 2002        |
|             | منظمة حظر الأسلحة الكيميائية              | ?                            | ?                     |
|             | المركز الدولي لتسوية المنازعات الاستشارية | 14 أكتوبر 1966               | 13 نوفمبر 1968        |

## وصلات خارجية
- موقع وزارة الخارجية السنغافورية